# Ky-Mani Marley
Ky-Mani Marley (Falmouth, 26 febbraio 1976) è un cantante, attore e rapper giamaicano.
È il decimo figlio di Bob Marley, nato dalla relazione con la tennista Anita Belnavis.

## Biografia

### Cantante
Nato a Falmouth, si trasferì all'età di nove anni a Miami. Inizialmente Ky-Mani non era a conoscenza delle sue doti musicali, lo sport fu il suo primo amore, avendo praticato in gioventù calcio e football. Per volere della madre prese lezioni di pianoforte e di chitarra, poi incominciò a suonare la tromba nella scuola media in cui studiava. Da adolescente iniziò con il rap pubblicando il singolo Unnecessary Badness. Anni dopo gli fu chiesto di registrare in uno studio di Miami come aiutante in una canzone.
Nonostante il rischio di sfigurare nel confronto con la carriera artistica del padre lui continuò registrando canzoni con i suoi fratelli Damian, Julian e Stephen. Ky-Mani firmò il suo primo contratto discografico per la Shang Records, con la quale registrò il suo primo album Like Father Like Son. 
Negli anni successivi la sua fama crebbe ancor di più, ricevendo diverse proposte di contratti discografici tra cui quella della V2 Records, scelta in conclusione da Marley. Nel 2011 Ky-Mani realizzò la sua controversa biografia, il libro Dear Dad, dove racconta le difficoltà affrontate dopo la morte del celebre padre.

### Attore
Il suo primo film fu Shottas (2002), per la regia di Cess Silvera; successivamente divenne protagonista di One Love del 2003.

## Discografia
- Like Father Like Son (1996)
- The Journey (2000)
- Many More Roads (2001)
- Milestone (2004)
- Radio (2007)
- New Heights (2011)

## Filmografia parziale
- Shottas, regia di Cess Silvera (2002)
- One Love, regia di Rick Elgood e Don Letts (2003)